# 4250 Перун
4250 Перун (енгл. 4250 Perun) је астероид главног астероидног појаса са пречником од приближно 19,60 .
Афел астероида је на удаљености од 3,522 астрономских јединица (АЈ) од Сунца, а перихел на 2,812 АЈ.
Ексцентрицитет орбите износи 0,112, инклинација (нагиб) орбите у односу на раван еклиптике 2,534 степени, а орбитални период износи 2058,898 дана (5,636 година).
Апсолутна магнитуда астероида је 12,10 а геометријски албедо 0,066.
Астероид је откривен 20. октобра 1984. године.